# Grand Hotel de Londres (Istanbul)
Le Grand Hotel de Londres (en turc Büyük Londra Oteli) est un hôtel historique situé dans le quartier de Tepebaşı du district de Beyoğlu, à Istanbul, dans un bâtiment construit à l'origine comme résidence en 1891.
C'est l'un des premiers hôtels à ouvrir à Istanbul, qui est devenue une nouvelle destination touristique pour les touristes occidentaux au 20e siècle. L'hôtel, qui a accueilli d'importantes personnalités du monde des arts, des sciences et de la diplomatie qui ont raconté à l'Europe l'Istanbul de cette époque, continue de fonctionner aujourd'hui comme un hôtel. 

## Histoire et description
Sur la façade du bâtiment est inscrit le nom de Guglielmo Semprini, qui a construit de nombreux bâtiments dans le district de Beyoğlu après 1870. L'édifice a été construit dans un style éclectique, avec la façade très ornementée, et les façades latérales un peu plus sobres. Les deux cariatides sur la façade avant du bâtiment de cinq étages sont devenues le symbole du bâtiment.
L'hôtel fut nommé « Londres » : cela est dû au fait qu'au 19e siècle, les touristes britanniques voulaient voir la côte et il est devenu une tradition de donner des noms britanniques aux premiers hôtels ouverts pour ces touristes. L'hôtel, qui surplombe la panoramique Corne d'Or, a utilisé le nom « Belle Vue » sur son enseigne et dans ses brochures promotionnelles pour nous rappeler sa belle vue, et pendant un certain temps le nom « Hôtel Belle Vue » a remplacé le nom d'hôtel de Londres.
Le bâtiment dispose de chambres avec salle de bains privative meublées de meubles classiques et de rideaux de velours, ainsi que d'un ascenseur hydraulique fonctionnant avec le système utilisé dans la Tour Eiffel. Toutes les chambres étaient équipées d'eau chaude, d'électricité et d'un téléphone interne. Il y a 12 chambres sur chacun des quatre étages, avec six chambres au dernier étage, une suite avec ascenseur et une terrasse.
Parmi les clients célèbres de l'hôtel figure Ernest Hemingway, qui a décrit l'Istanbul occupée pour le journal Toronto Daily Star en 1922.
L'hôtel, dont la propriété passa à la famille Moulatich en 1926 et à la famille D'Andria d'origine génoise à partir des années 1930, rivalisa avec ses plus grands rivaux tels que le Pera Palace et le Tokatlıyan à Tepebaşı pendant un certain temps, mais perdit son lustre dans les années 1930 et fut presque oublié dans les années 1950.
La propriété et l'exploitation de l'hôtel ont été transmises à la famille Antakya Hüzmeli dans les années 1960'. Après la rénovation en 1983, l'hôtel a été rouvert avec 54 chambres'.
Il a été utilisé comme scène dans de nombreux films, notamment « Contre le mur » de Fatih Akın, « Au bord de la vie » et « Mémoire d'Istanbul ». Le clip vidéo de la chanson de Sezen Aksu « Yamışım, Sönmüşüm Ben », réalisé par Fatih Akın et mettant en vedette de nombreux noms célèbres, a également été tourné dans l'hôtel.

## Galerie

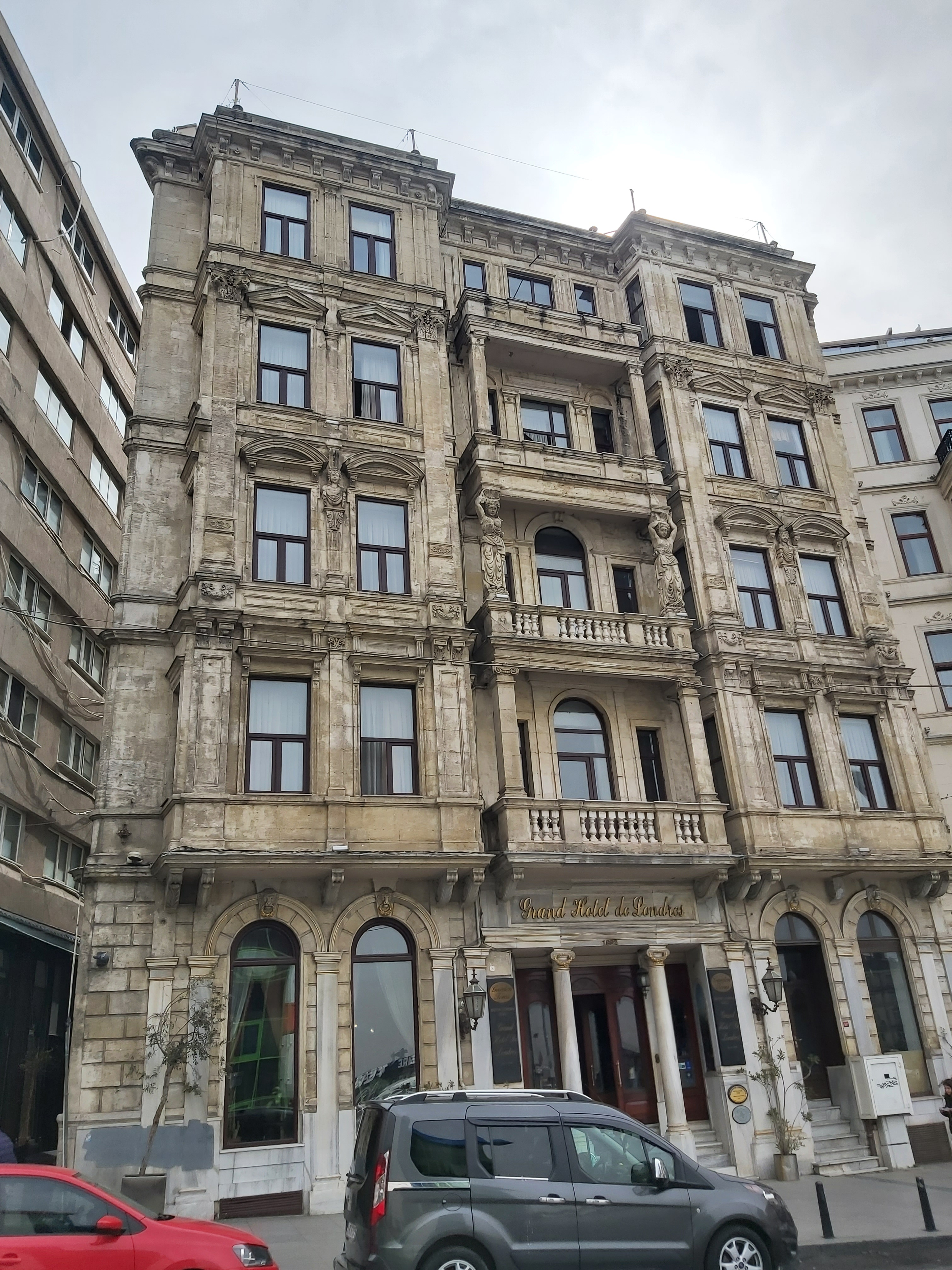
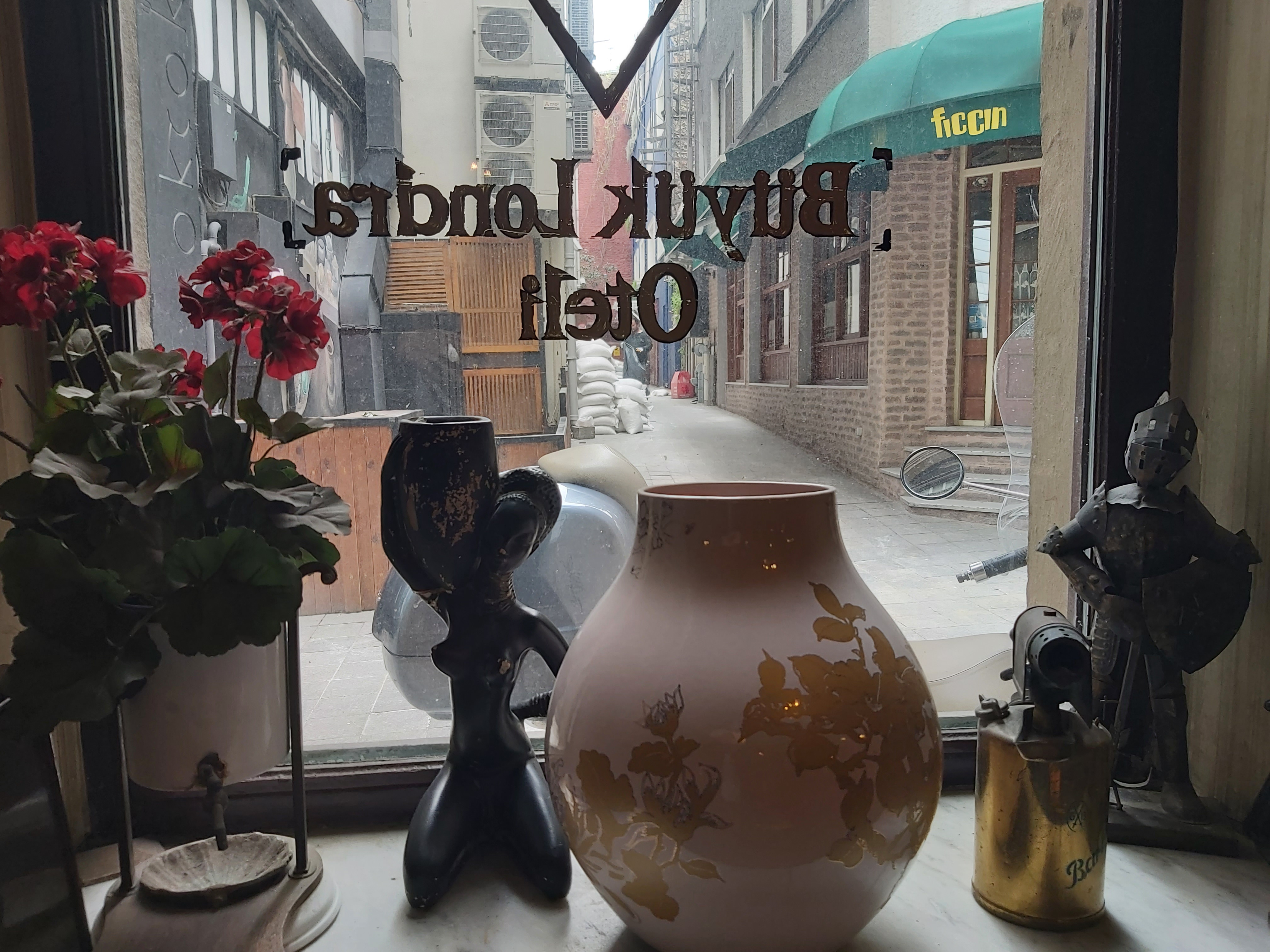
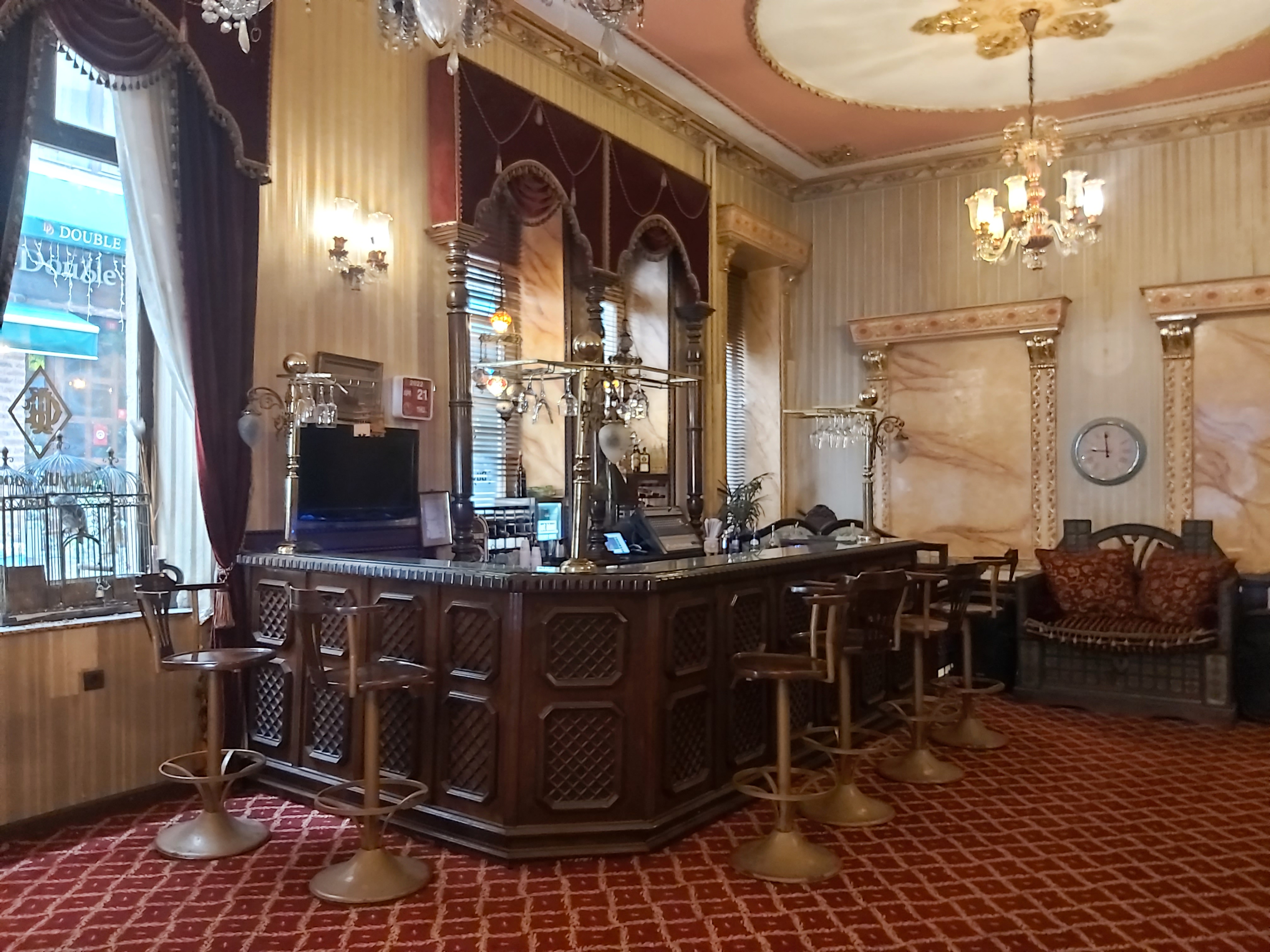
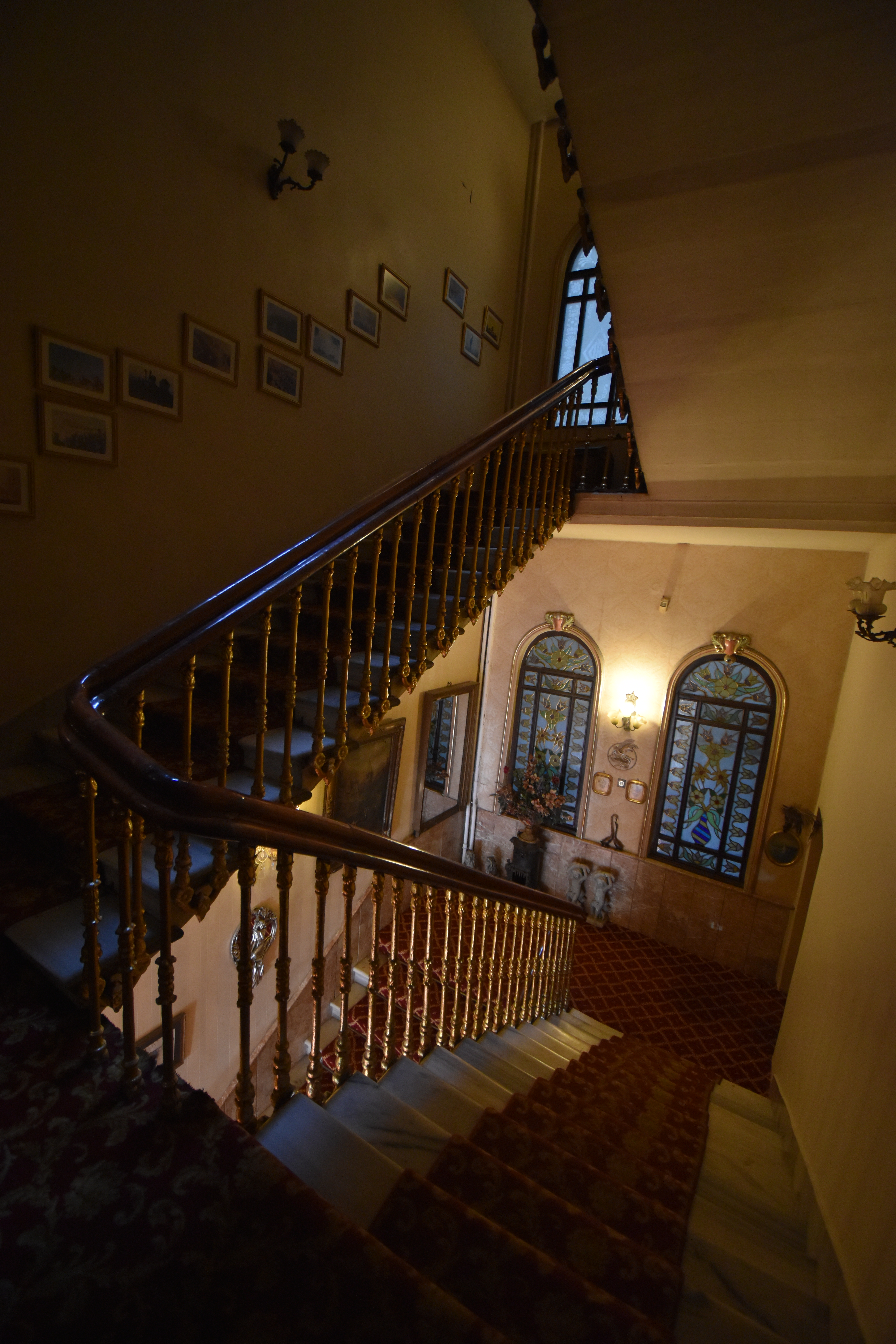